# Carlos Sarabia
Carlos Adolfo Sarabia Rosales, plus connu sous son nom de scène comme Carlos Sarabia, est un auteur-compositeur-interprète et chanteur, né le 14 décembre 1975 à Mazatlán, dans l'état de Sinaloa, au Mexique.
Il a bâti sa réputation de musicien au travers de ses collaborations dans de nombreux orchestres et notamment des formations à succès comme la Banda El Recodo, Los Recoditos et la Adictiva Banda San José De Mesillas. 

## Carrière
La carrière de Carlos Sarrabia a commencé en 1991 quand il a commencé à travailler avec le groupe Junior's Camino.
En 1996, il rejoint, en tant que chanteur la technobanda Banda Crucero (aujourd'hui nommée la La internacional Banda Crucero de Rafael Villarreal et enregistre avec cette formation le premier album, « Capital tropical », que celle-ci réalise pour le label Sony Music, et dont deux chansons  « De ti enamorado » et « Capital tropical » connaissent le succès.
En 1997, il quitte la formation  pour intégrer la Banda Mr. Lobo, fondée par Alberto Lizárraga et son fils Alberto Lizárraga Torres, respectivement fils et petit fils de Don Cruz Lizárraga, fondateur de la bande El Recodo.
En 1998, la famille Lizárraga, le choisit, avec Luis Antonio López "El Mimoso" pour être l'un des deux chanteurs qui permettront de relancer El Recodo après le départ de Julio Preciado. avec laquelle il enregistre cinq albums en studio et un album en public.
En 2003, au milieu de l'enregistrement du disque « Por Ti », il annonce son départ à cause d'un désaccord dont il n'a jamais expliqué la nature avec Poncho Lizárraga. 
En 2004 Alfonso Lizárraga le traine en justice pour dédit de contrat, une procédure que Carlos Sarabia perd en août 2005 au profit de la Banda El Recodo.
La même année Germán Lizárraga l'invite à enregistrer un disque avec sa Banda Estrellas De Sinaloa, mais leur collaboration s'arrête là car Joel Lizárraga et Poncho Lizárraga exigent qu'il accomplisse les quatre années de contrat qu'il doit à la Banda El Recodo.
En 2005, Carlos Sarrabia tente d'entreprendre une carrière de soliste, mais sa dette à l'égard de la famille Lizárraga  ne lui permet pas de travailler librement.
En 2008, il passe un accord avec Poncho Lizárraga aux termes duquel il exécute au bénéfice de la Banda Sinaloense Los Recoditos dont celui-ci est alors le manager les quatre années de contrat qu'il doit à la Banda El Recodo. 
En 2012, quand son contrat avec la famille Lizárraga se termine, il tente à nouveau une carrière de soliste.
En 2015, il produit le premier disque de la jeune chanteuse mexicaine Karla Montiel.
En 2015, il remplace Francisco Oleta en tant que chanteur de la Banda La Adictiva Banda San José De Mesillas qu'il quitte en 2018 pour entreprendre à nouveau une carrière en tant que soliste,,.
En 2020, il participe avec Alex Ojeda, Toño Lizárraga et Charly Pérez au projet « Entre amigos de Parranda » dont la première réalisation est un récital digital donné le 29 août 2020.

## Discographie

### Simples en collaboration
| Titre                            | Artistes                                | Année/Date      | Auteurs | Éditeur                   |
| -------------------------------- | --------------------------------------- | --------------- | ------- | ------------------------- |
| El Corrido de Mazatlán (en vivo) | Marco Flores Y La Jerez, Carlos Sarabia | 5 mai 2020      |         | Live Music Management Inc |
| Una Pura y Dos Con Sal           | Marco Flores Y La Jerez, Carlos Sarabia | 5 mai 2020      |         | Live Music Management Inc |
| Del Tingo al Tango (en vivo)     | Banda La Misma Escuela, Carlos Sarabia  | 10 juillet 2020 |         | Indiefy                   |